# Filmdienst

Logo du site.

Filmdienst.de est un portail catholique allemand en ligne consacré au cinéma, à la culture cinématographique et à la critique de films. Avec epd Film, Filmdienst est considéré comme l'un des deux principaux organes de publication religieux pour la critique cinématographique en Allemagne. Le portail propose des critiques détaillées de tous les films qui sortent dans les cinémas allemands. S'y ajoutent des critiques d'une sélection de sorties DVD et Blu-ray, de séries, d'offres de services de streaming ainsi que des commentaires sur les diffusions de films à la télévision.
La rédaction est composée du rédacteur en chef Josef Lederle, de Felicitas Kleiner et de Marius Nobach.
Le portail en ligne Filmdienst.de remplace depuis le 8 janvier 2018 le magazine cinématographique Filmdienst qui existe depuis 1947 (orthographe propre « FILMDIENST », anciennement « film-dienst ») et paraissait tous les 15 jours jusqu'en décembre 2017. En 2016, il a été annoncé que l'édition imprimée serait arrêtée pour des raisons économiques et remplacée par une offre exclusivement en ligne.